# Effetto microfono
L'effetto microfono, detto anche microfonicità, è un tipico fenomeno che può presentarsi in alcuni componenti elettronici e consiste nella trasformazione di vibrazioni meccaniche in segnali elettrici indesiderati (rumore microfonico).
Con le valvole termoioniche il problema assume proporzioni notevoli in quanto con la vibrazione degli elementi interni della valvola, anodo, catodo, griglia e filamento, si producono forti variazioni delle caratteristiche elettriche del componente, modificando in modo sostanziale il segnale. In casi molto particolari le valvole vengono dotate di appositi smorzatori meccanici in gomma (dampers) che limitano il fenomeno, specie in applicazioni con necessità di elevato rapporto segnale/rumore o in applicazioni audio hi-end. Questo accadeva anche nel caso del nuvistor, l'ultima espressione del tubo termoionico: benché questo beneficiasse di una notevole rigidità strutturale (dovuta alla miniaturizzazione degli elettrodi interni), in applicazioni critiche come gli apparecchi ricetrasmittenti militari e gli stadi d'ingresso degli oscilloscopi, la sezione di circuito in cui erano montati veniva realizzata meccanicamente flottante rispetto al telaio.
Con l'avvento dei componenti a stato solido il problema non è scomparso, ma si è trasferito ad altri componenti, come ad esempio nei condensatori ceramici piezoelettrici quali gli Z5U, X7R e altri. La piezoelettricità delle ceramiche utilizzate (ad esempio il titanato di piombo-zirconio) trasforma le vibrazioni meccaniche in tensioni elettriche di disturbo, allo stesso modo di quanto accade in un microfono a condensatore, dove il fenomeno è però sfruttato per il funzionamento di questo tipo di microfono.